# محوطه مالس چال
محوطه مالس چال مربوط به سده‌های اولیه دوران‌های تاریخی پس از اسلام است و در شهرستان املش، بخش رانکوه، دهستان سمام، روستای مالس چال واقع شده و این اثر در تاریخ ۷ اسفند ۱۳۸۶ با شمارهٔ ثبت ۲۱۵۳۰ به‌عنوان یکی از آثار ملی ایران به ثبت رسیده است.